# Pancas
Pancas is een gemeente in de Braziliaanse deelstaat Espírito Santo. De gemeente telt 18.497 inwoners (schatting 2009).